# Heeze-Leende
Heeze-Leende (em neerlandês:  Heeze-Leendeⓘ) é um município da província de Brabante do Norte, nos Países Baixos.
Conta atualmente com uma população de cerca de aproximadamente 15.000 habitantes.

## Centros populacionais
- Heeze
- Leende
- Sterksel